# Società Sportiva Manfredonia Calcio 2008-2009
Questa voce raccoglie le informazioni riguardanti la Società Sportiva Manfredonia Calcio nelle competizioni ufficiali della stagione 2008-2009.

## Rosa
| N. |                       | Ruolo | Calciatore         |
| -- | --------------------- | ----- | ------------------ |
|    | Italia (bandiera)     | P     | Alberto Pelagotti  |
|    | Italia (bandiera)     | P     | Lorenzo Fortunato  |
|    | Slovacchia (bandiera) | D     | Milan Bortel       |
|    | Italia (bandiera)     | D     | Giuseppe Serao     |
|    | Italia (bandiera)     | D     | Gaetano Carrieri   |
|    | Italia (bandiera)     | D     | Matteo Patti       |
|    | Italia (bandiera)     | D     | Antonino Scarpitta |
|    | Italia (bandiera)     | D     | Francesco Indirli  |
|    | Italia (bandiera)     | D     | Devis Nossa        |
|    | Italia (bandiera)     | C     | Stefano Mandorino  |
|    | Italia (bandiera)     | C     | Giuseppe Pirrone   |

| N. |                    | Ruolo | Calciatore           |
| -- | ------------------ | ----- | -------------------- |
|    | Italia (bandiera)  | C     | Aniello Vitiello     |
|    | Italia (bandiera)  | C     | Carmine Cerchia      |
|    | Italia (bandiera)  | C     | Edoardo Tartabini    |
|    | Italia (bandiera)  | C     | Gianmarco Scacchetti |
|    | Italia (bandiera)  | C     | Diego Ambrosio       |
|    | Brasile (bandiera) | A     | Flavio Caetano       |
|    | Italia (bandiera)  | A     | Antonio Giglio       |
|    | Italia (bandiera)  | A     | Alessandro Napoli    |
|    | Italia (bandiera)  | A     | Fabio Foglia         |
|    | Italia (bandiera)  | A     | Luca Bellucci        |
|    | Francia (bandiera) | A     | Albin Hodza          |

## Risultati

### Campionato

#### Girone di andata
| 31 agosto 2008 1ª giornata | Andria BAT | 0 – 1 | Manfredonia |  |

| 7 settembre 2008 2ª giornata | Manfredonia | 0 – 0 | Catanzaro |  |

| 14 settembre 2008 3ª giornata | Noicattaro | 0 – 0 | Manfredonia |  |

| 21 settembre 2008 4ª giornata | Manfredonia | 0 – 1 | Cosenza |  |

| 28 settembre 2008 5ª giornata | Barletta | 0 – 0 | Manfredonia |  |

| 5 ottobre 2008 6ª giornata | Manfredonia | 2 – 1 | Melfi |  |

| 12 ottobre 2008 7ª giornata | Gela | 3 – 0 | Manfredonia |  |

| 19 ottobre 2008 8ª giornata | Vibonese | 1 – 0 | Manfredonia |  |

| 26 ottobre 2008 9ª giornata | Manfredonia | 0 – 1 | Vigor Lamezia |  |

| 2 novembre 2008 10ª giornata | Isola Liri | 1 – 0 | Manfredonia |  |

| 9 novembre 2008 11ª giornata | Manfredonia | 1 – 1 | Aversa Normanna |  |

| 16 novembre 2008 12ª giornata | Igea Virtus | 2 – 0 | Manfredonia |  |

| 23 novembre 2008 13ª giornata | Manfredonia | 0 – 0 | Cassino |  |

| 30 novembre 2008 14ª giornata | Val di Sangro | 1 – 0 | Manfredonia |  |

| 7 dicembre 2008 15ª giornata | Manfredonia | 1 – 1 | Monopoli |  |

| 14 dicembre 2008 16ª giornata | Pescina VG | 0 – 0 | Manfredonia |  |

| 21 dicembre 2008 17ª giornata | Manfredonia | 1 – 0 | Scafatese |  |

#### Girone di ritorno
| 11 gennaio 2009 18ª giornata | Manfredonia | 1 – 1 | Andria BAT |  |

| 18 gennaio 2009 19ª giornata | Catanzaro | 1 – 0 | Manfredonia |  |

| 25 gennaio 2009 20ª giornata | Manfredonia | 1 – 0 | Noicattaro |  |

| 1º febbraio 2009 21ª giornata | Cosenza | 2 – 0 | Manfredonia |  |

| 15 febbraio 2009 22ª giornata | Manfredonia | 0 – 1 | Barletta |  |

| 22 febbraio 2009 23ª giornata | Melfi | 3 – 0 | Manfredonia |  |

| 1º marzo 2009 24ª giornata | Manfredonia | 1 – 2 | Gela |  |

| 8 marzo 2009 25ª giornata | Manfredonia | 1 – 0 | Vibonese |  |

| 15 marzo 2009 26ª giornata | Vigor Lamezia | 1 – 1 | Manfredonia |  |

| 29 marzo 2009 27ª giornata | Manfredonia | 4 – 1 | Isola Liri |  |

| 5 aprile 2009 28ª giornata | Aversa Normanna | 0 – 0 | Manfredonia |  |

| 11 aprile 2009 29ª giornata | Manfredonia | 1 – 0 | Igea Virtus |  |

| 19 aprile 2009 30ª giornata | Cassino | 0 – 0 | Manfredonia |  |

| 26 aprile 2009 31ª giornata | Manfredonia | 3 – 2 | Val di Sangro |  |

| 3 maggio 2009 32ª giornata | Monopoli | 2 – 0 | Manfredonia |  |

| 10 maggio 2009 33ª giornata | Manfredonia | 2 – 1 | Pescina VG |  |

| 17 maggio 2009 34ª giornata | Scafatese | 2 – 4 | Manfredonia |  |